# Protestant-Christelijke Groepering
De Protestant-Christelijke Groepering (PCG) is een Nederlandse lokale politieke partij in de gemeente Wijk bij Duurstede (provincie Utrecht). De partij is in 1961 begonnen uit onvrede over de lokale fracties van de ARP en KVP. Het doel om een brede christelijke partij te worden waar de kiezers van CHU, ARP en SGP terecht konden. De PCG ontwikkelde zich in de toenmalige gemeente Langbroek tot een belangrijke machtsfactor en leverde wethouders. Officieel werd de PCG overigens pas in 1989 opgericht.
In 1996 fuseerde Langbroek met Cothen en Wijk bij Duurstede tot een nieuwe gemeente en nam PCG zitting in de nieuwe gemeenteraad.
In 2018 behaalde de PCG het hoogst aantal zetels toen zij steeg van 2 naar 3 zetels. Er werd een college aangegaan met de VVD met Hans Marchal als wethouder.